# NGC 3972
NGC 3972是一个位于大熊座的螺旋星系，1789年4月14日由威廉·赫歇爾发现，距离地球6600万光年，徑向速度846 km/s，属于NGC 3992星系群。2011年4月26日，人们在星系内发现Ia超新星SN 2011by，爆发位置在星系核偏东5.3″、偏北19.1″处。

## 画廊

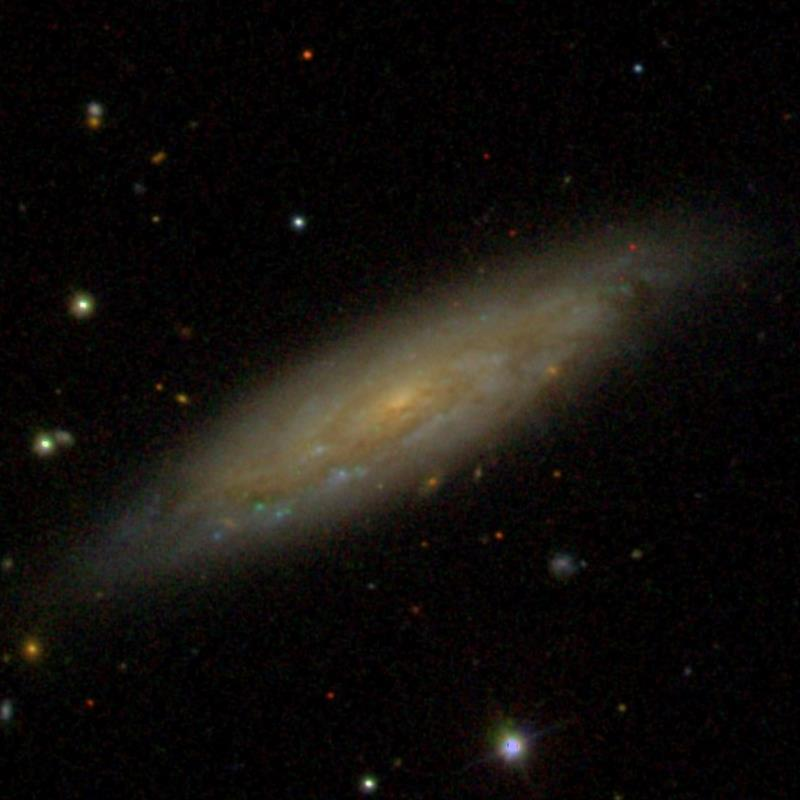
史隆數位巡天拍摄的NGC 3972